# Valerianella plagiostephana
Valerianella plagiostephana är en kaprifolväxtart som beskrevs av Fisch. och C. A. Mey. Valerianella plagiostephana ingår i släktet klynnen, och familjen kaprifolväxter. Inga underarter finns listade i Catalogue of Life.